# Cattedrali nella Repubblica Centrafricana

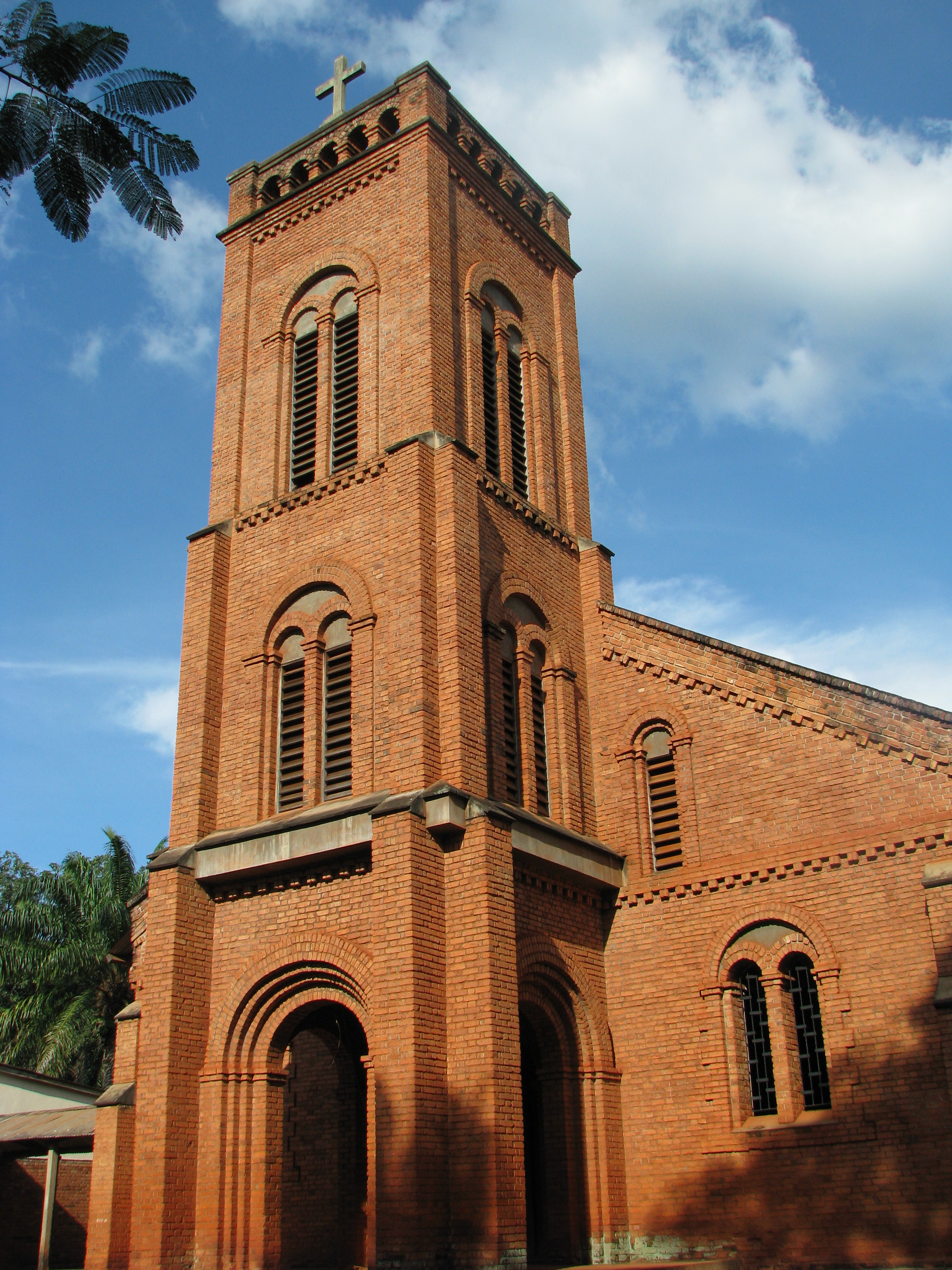
Cattedrale di San Pietro Claver, nella diocesi di Bangassou

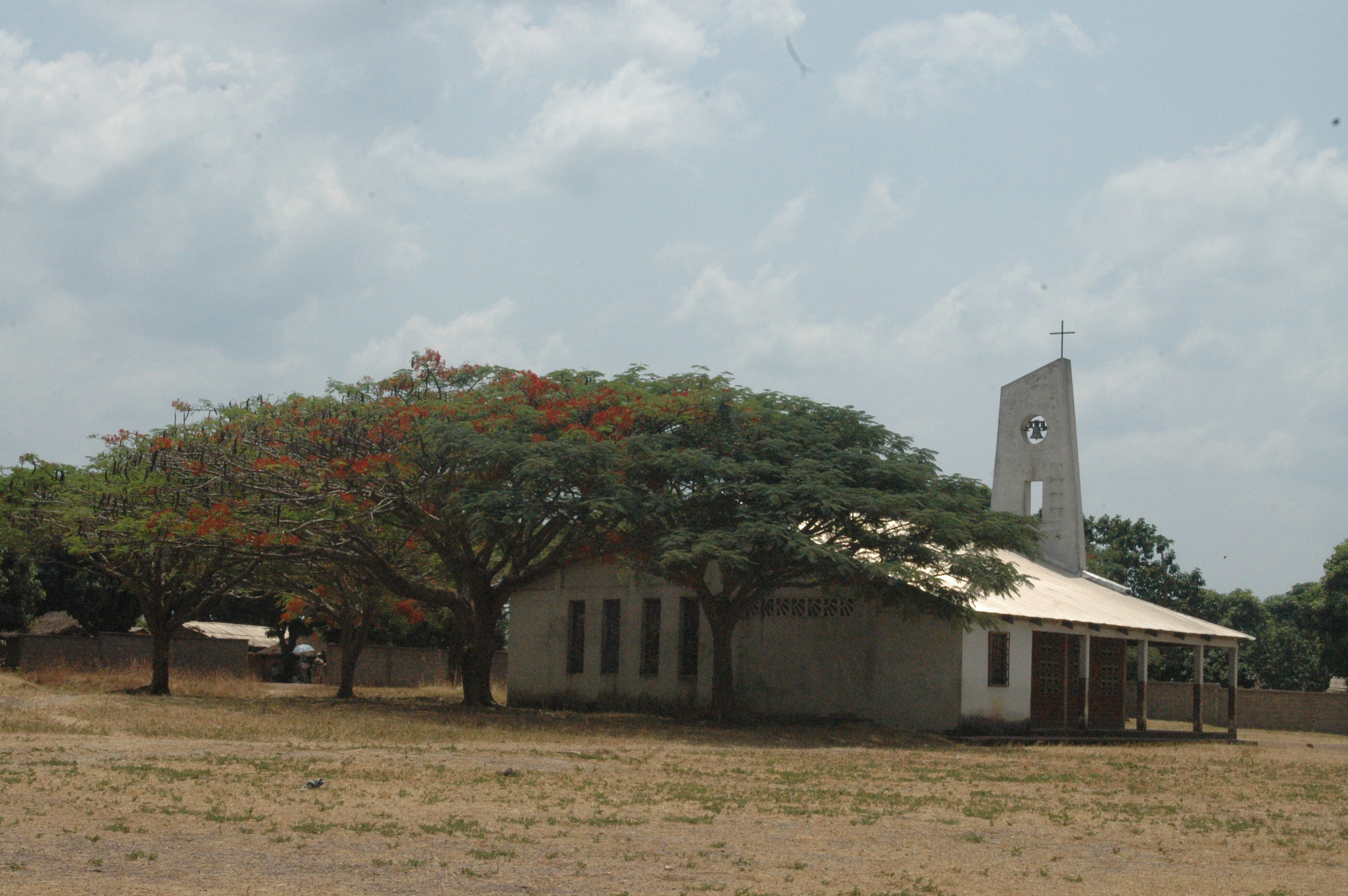
Chiesa del villaggio di Niem, nella diocesi di Bouar

Questa è una lista delle cattedrali nella Repubblica Centrafricana.

## Cattedrali cattoliche
| Cattedrale                                              | Arcidiocesi o Diocesi   | Località     |
| ------------------------------------------------------- | ----------------------- | ------------ |
| Cattedrale di Nostra Signora dell'Immacolata Concezione | Arcidiocesi di Bangui   | Bangui       |
| Cattedrale del Sacro Cuore                              | Diocesi di Alindao      | Alindao      |
| Cattedrale di San Giuseppe                              | Diocesi di Bambari      | Bambari      |
| Cattedrale di San Pietro Claver                         | Diocesi di Bangassou    | Bangassou    |
| Cattedrale di Berbérati                                 | Diocesi di Berbérati    | Berbérati    |
| ex-Cattedrale di Sant'Anna                              | Diocesi di Berbérati    | Berbérati    |
| Cattedrale di Sant'Antonio da Padova                    | Diocesi di Bossangoa    | Bossangoa    |
| Cattedrale di Santa Maria madre della Chiesa            | Diocesi di Bouar        | Bouar        |
| Cattedrale di Santa Teresa del Bambin Gesù              | Diocesi di Kaga-Bandoro | Kaga-Bandoro |
| Cattedrale di Santa Giovanna d'Arco                     | Diocesi di Mbaïki       | Mbaïki       |